# Niedenzuella
Niedenzuella là một chi thực vật có hoa trong họ Malpighiaceae.

## Hình ảnh

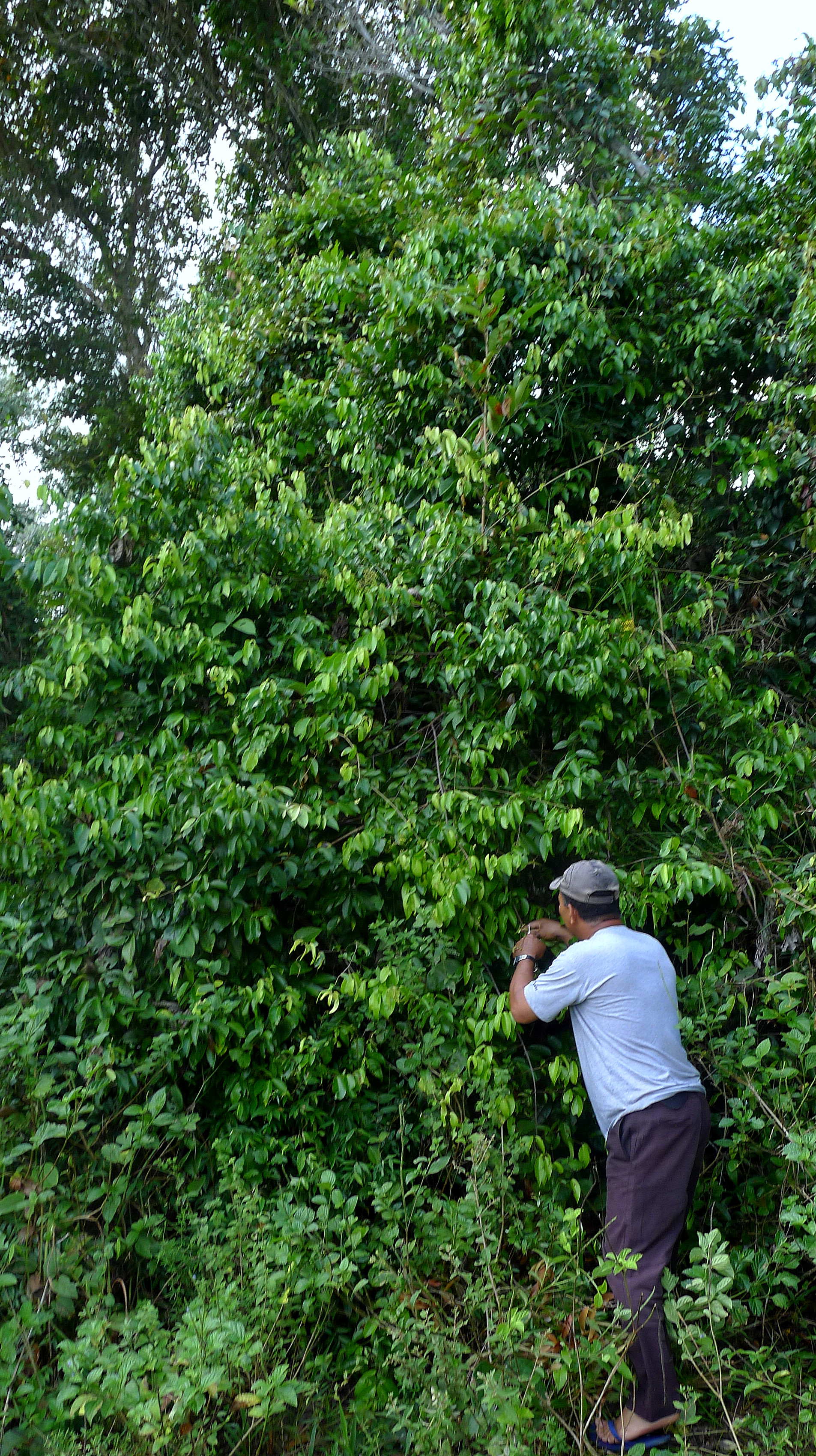
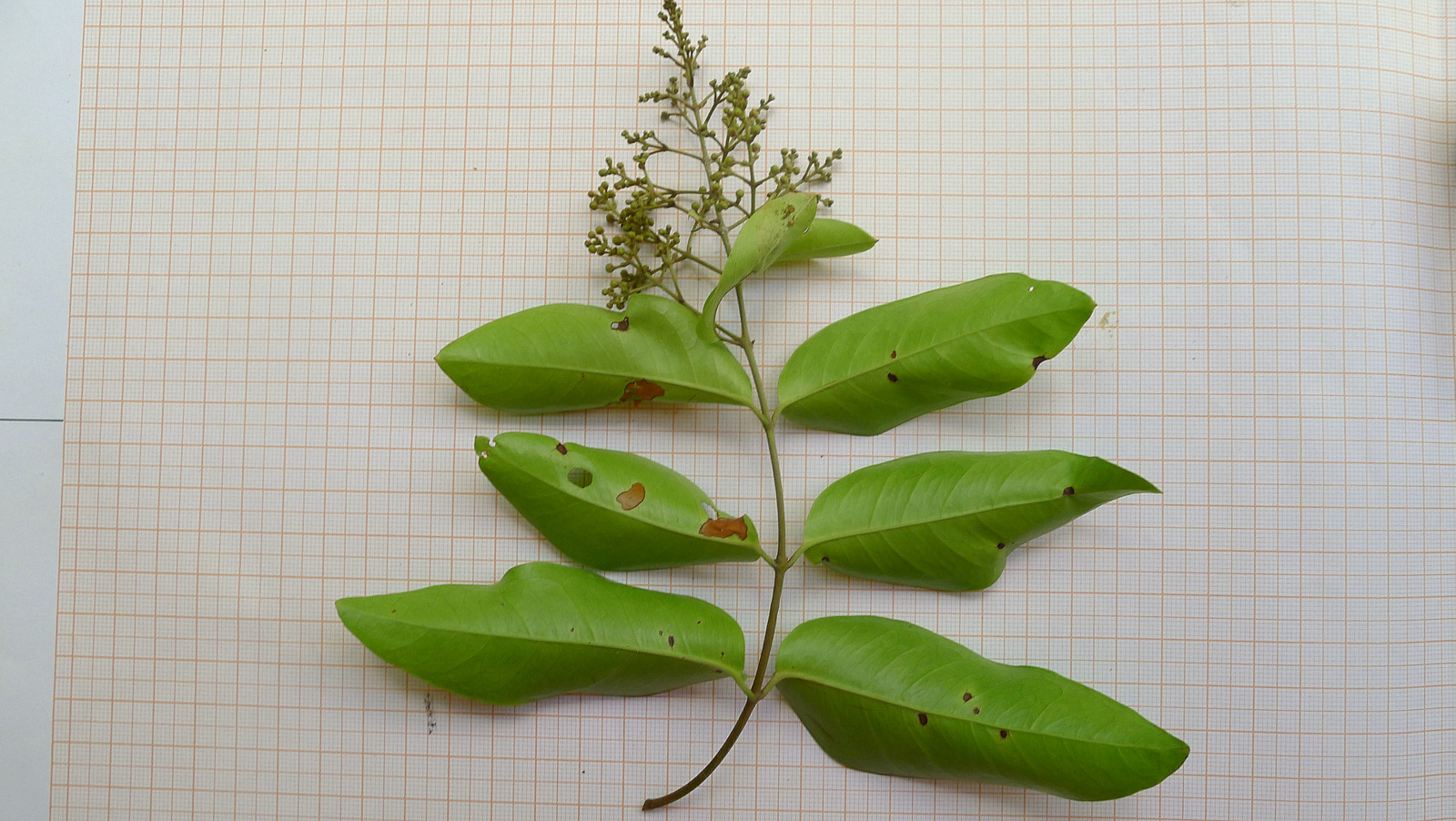
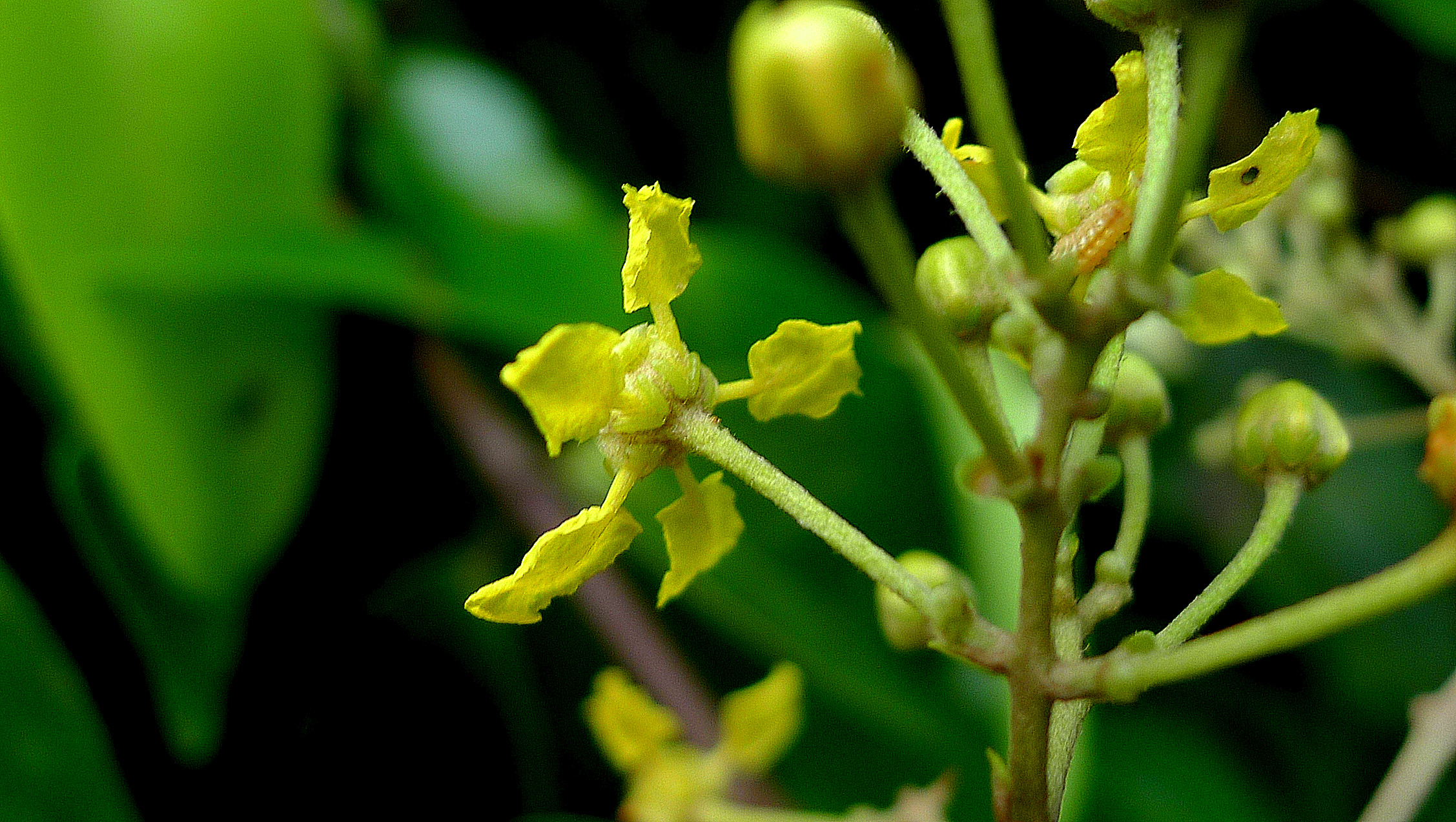
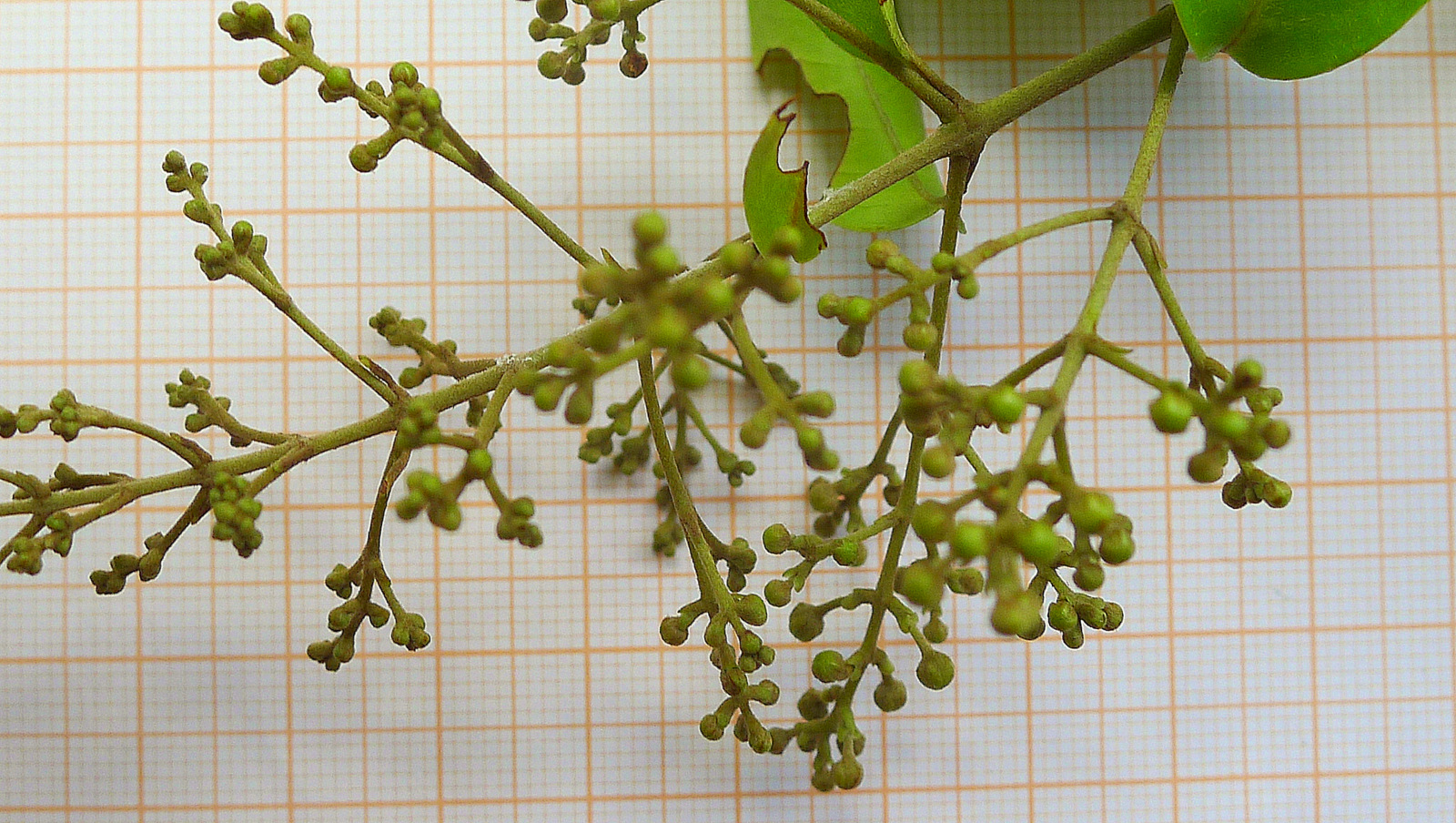

## Loài
Chi Niedenzuella gồm các loài: